# برج کبوتر کلیسان
کبوتر خانه چهل برج که به کبوتر خانه چهل برج کلیسان معروف است در روستای کلیسان  بخش پیربکران فلاورجان  قرار دارد. این سازه طولانی ترین کبوترخانه کشور است. طول این کبوترخانه 132 متر و هشت متر ارتفاع دارد که از 32 برج استوانه ای شکل تودر تو ساخته شده است. این برج که از نوع برج‌های چند قلو است از نظر تعداد استوانه‌هایی که به هم متصل اند بسیار قابل توجه‌است. در حالی که عموم برج‌های  چند قلو از چهار، شش یا حداکثر هشت استوانه تشکیل شده‌اند این برج از 32استوانه و دو قسمت ابتدایی و انتهایی تشکیل شده‌است.